# Julius Gehrum
Julius Gehrum (* 14. Februar 1889 in Tiefenbronn; † 10. November 1947 in Straßburg) war ein deutscher Polizist, der der Gestapo zuletzt als Kriminalkommissar angehörte und 1947 hingerichtet wurde.

## Leben
Julius Gehrum wuchs in Tiefenbronn als Sohn einer in der Landwirtschaft tätigen Familie auf. Sein Vater war außerdem Goldarbeiter, so lernte er nach der Volksschule zunächst auch den Beruf des Goldschmieds und arbeitete anschließend in der Schmuckindustrie von Pforzheim. Nach dem Militärdienst von 1909 bis 1911, den er beim 1. Badischen Leib-Grenadier-Regiment Nr. 109 in Karlsruhe abgeleistet hatte, wurde er im Ersten Weltkrieg als Grenadier eingezogen. Er kämpfte an der Front in Frankreich und überstand den Weltkrieg ohne größere Verwundungen, zuletzt als Offiziersstellvertreter. Er wurde für seinen Einsatz mit beiden Klassen des Eisernen Kreuzes, der Tapferkeitsmedaille sowie der badischen Verdienstmedaille ausgezeichnet.
Ab 1926 begann Gehrum, für die Gendarmerie in Krozingen als Wachtmeister zu arbeiten. In St. Märgen wurde er zum Obergendarmerie-Wachtmeister befördert. Zum 1. Mai 1933 trat er der NSDAP bei (Mitgliedsnummer 2.835.321). Daraufhin wurde er am 1. Juni 1934 zur Gestapo abgeordnet, wo er bereits 17 Tage später zum Leiter der Gestapo in Kehl ernannt wurde. 1937 trat er unter der Mitgliedsnummer 307.930 der SS bei. er wurde direkt zum SS-Hauptsturmführer ernannt. Im November 1938 wurde er Kriminalinspektor. In diesen beiden Funktionen war er federführend an der Durchführung der Reichspogromnacht in Kehl beteiligt, bei der die Synagoge von Kehl verwüstet wurde. Gehrum ließ auch die Wohnungen von Juden stürmen und verwüsten. Die Männer wurden in die Stadthalle verschleppt, wo sie gefoltert und misshandelt wurden, bis sie zum Bahnhof getrieben wurden, wo der direkte Abtransport ins Konzentrationslager Dachau erfolgte.
Am 25. Juni 1940 wurde Gehrum nach Straßburg versetzt, wo er als Leiter der Gestapo-Sektion III eingesetzt wurde. Damit war er verantwortlich für die Verfolgung von Widerstandskämpfern. Die Gestapo-Sektion war gefürchtet und war beteiligt an der Ermordung zahlreicher Mitglieder der Réseau Alliance. Als die Alliierten 1944 kurz vor Straßburg waren, setzte er einen letzten Befehl um, alle verbliebenen inhaftierten Mitglieder der Réseau Alliance hinzurichten. Die planmäßige Ermordung wurde später als „Schwarzwälder Blutwoche“ bezeichnet. Zusammen mit Karl Buck war er damit als Auftraggeber verantwortlich für die Ermordung von mehr als 70 Personen, unter anderem in Offenburg, Kehl, Rastatt-Plittersdorf, Pforzheim, Gaggenau und Bühl. Gehrum selbst beteiligte sich persönlich an mehreren Exekutionen.
Nach dem Zweiten Weltkrieg versuchte Gehrum sich abzusetzen, wurde jedoch am 5. November 1945 von französischen Truppen festgesetzt. Nachdem er zunächst in einem anderen Verfahren als Zeuge aussagen musste, wurde er am 13. März 1947 wegen Körperverletzung und Beihilfe zum Mord zusammen mit zahlreichen weiteren Angeklagten vor das Militärgericht in Straßburg gestellt. Am 17. Mai 1947 wurden er sowie Paul Stasik und Reinhard Brunner als Haupttäter zum Tode verurteilt. Die Todesstrafe wurde am 10. November 1947 in Straßburg vollzogen.
Am 16. Juli 1948 wurde Gehrums Fall von der Spruchkammer Freiburg erneut aufgegriffen. In der Urteilsbegründung wurde er als „großer Terrorist“ bezeichnet und als Hauptschuldiger eingeordnet. Seine Witwe stellte 1952 ein Gnadengesuch beim Badischen Staatskommissariat für politische Säuberung. Gehrums Einstufung als Hauptschuldiger wurde zwar nicht widerrufen, allerdings erhielt die Witwe einen monatlichen Betrag von 120 DM.